# Nemestrinus ariasi
Nemestrinus ariasi is een vliegensoort uit de familie van de Nemestrinidae. De wetenschappelijke naam van de soort is voor het eerst geldig gepubliceerd in 1912 door Bernhard Lichtwardt.